# Мичоакан
Мичоакан (на испански: Michoacán) е един от 31-те щата на Мексико. Разположен е в югозападната част на страната. Мичоакан е с население от 3 966 073 жители (2005 г., 7-и по население), а общата площ на щата е 59 928 км², което го прави 16-ия по големина щат в Мексико. Столица на щата е град Морелия